# Leiopathes acanthophora
Leiopathes acanthophora är en korallart som beskrevs av Opresko 1998. Leiopathes acanthophora ingår i släktet Leiopathes och familjen Leiopathidae. Inga underarter finns listade i Catalogue of Life.